# Robert Festinger
Robert Festinger (* 20. Jahrhundert) ist ein US-amerikanischer Drehbuchautor und Filmregisseur.

## Karriere
Robert Festinger besuchte die NYU. Seine Karriere als Drehbuchautor begann 1998, als er für die Fernsehserie Hollywood & Vinyl für eine Episode das Drehbuch schrieb. Seinen Durchbruch hatte er 2001 mit seinem Drehbuch zu In the Bedroom, als er für seine künstlerischen Leistungen eine Oscar-Nominierung bei der Oscarverleihung 2002 in Kategorie „Bestes adaptiertes Drehbuch“ erhielt.
Er verfasste zudem die Drehbücher zu Trust, Hampstead Park – Aussicht auf Liebe und den beiden Kurzfilmen Stars in Shorts und The Procession, bei denen er ebenfalls als Regisseur verantwortlich war.

## Filmografie (Auswahl)
- 1998: Hollywood & Vinyl (Fernsehserie, 1 Episode)
- 2001: In the Bedroom
- 2010: Trust
- 2012: Stars in Shorts (Kurzfilm)
- 2012: The Procession (Kurzfilm)
- 2017: Hampstead Park – Aussicht auf Liebe (Hampstead)

## Privat
Festinger ist mit der Filmeditorin Lucia Zucchetti verheiratet und Vater einer Tochter.